# Anomalurus
Anomalurus és el gènere més gran de la família de rosegadors dels anomalúrids, amb quatre espècies. Viuen a l'Àfrica i tenen la particularitat de tenir la capacitat de planar.

## Taxonomia
De vegades, alguns han situat A. beecrofti dins el seu propi gènere Anomalurops, encara que Dieterlen i altres autoritats el consideren integrant del gènere Anomalurus.
- Anomalurus beecrofti
- Esquirol volador de Lord Derby (A. derbianus)
- Anomalurus pelii
- Anomalurus pusillus

## Descripció
La seva fesomia és típica dels anomalúrids. El cos mesura entre 22 i 34 cm de llargada, amb una cua d'entre 15 i 45 cm. Tenen un patagi que els permet planejar d'un arbre a l'altre.

## Comportament
S'ha observat A. derbianus planant fins a 100 m, tot i que alguns informes encara per contrastar diuen que pot planejar fins a 250 m. Tanmateix, la majoria de salts cobreixen distàncies curtes, simplement per arribar a l'arbre més proper de la selva pluvial on viuen.